# Línguas taranoanas
As línguas taranoanas são um grupo de línguas caribes faladas no Brasil, no Suriname, e na Colômbia.

## Classificação
A classificação interna das línguas taranoanas segundo  Sérgio Meira (1998):
- Proto-Taranoano
  - Karihona
  - Tiriyó, Akuriyó

## Demografia
Número de falantes:
| Língua              | Número de falantes |
| ------------------- | ------------------ |
| Tiriyó              | 2.000              |
| Karihona (Carijona) | 5                  |
| Akuriyó             | 3                  |

## Reconstrução
Algumas reconstruções do proto-taranoano, de nomes de plantas e animais (Meira 1998):
| Português      | Inglês      | Proto-Taranoano   |
| -------------- | ----------- | ----------------- |
| abelha         | bee         | *arama            |
| açaí           | açaí        | *wapu             |
| algodão        | cotton      | *mauru            |
| anta           | tapir       | *macipuri         |
| aranha         | spider      | *c(a/i)waraka(r)u |
| aranha         | spider      | *mojoci           |
| arara          | macaw       | *kɨnoro           |
| arraia         | stingray    | *cipari           |
| ave            | bird        | *torono / *tonoro |
| bacaba         | bacaba      | *kumu             |
| batata         | potato      | *napi             |
| beija-flor     | hummingbird | *tukuci           |
| bicho-preguiça | sloth       | *(w)arekore       |
| cabaça         | gourd       | *kariwa           |
| caititu        | peccary     | *pakira           |
| caititu        | peccary     | *pəinəkə          |
| caju           | cashew      | *oroci            |
| camaleão       | chameleon   | *iwana            |
| capivara       | capivara    | *iwɨrɨ            |
| cobra          | snake       | *əkəi             |
| cutia          | agouti      | *akuri            |
| cutiara        | acouchy     | *paci             |
| embuá          | milipede    | *kunepepe         |
| escorpião      | scorpion    | *mɨnətə           |
| garça          | heron       | *(ə/o)nore        |
| garça          | heron       | *wara             |
| gato           | cat         | *mi(k/c)i         |
| gavião         | hawk        | *pijana           |
| inajá          | inaja       | *maripa           |
| inambu         | inambu      | *pətunə           |
| inga           | inga        | *karau            |
| jabuti         | tortoise    | *kurica           |
| jacamim        | jacamim     | *mami             |
| jacaré         | alligator   | *ariwe            |
| jacu           | jacu        | *mara(t/c)i       |
| jacuraru       | jacuraru    | *rupeci           |
| jenipapo       | jenipapo    | *menu             |
| lagarta        | caterpillar | *ərukə            |
| lagarto        | lizard      | *joci             |
| lontra         | otter       | *caro             |
| lontra         | otter       | *jawi             |
| mamão          | papaya      | *(p/m)apa(i)ca    |
| mandioca       | manioc      | *wɨi              |
| minhoca, verme | worm        | *moto             |
| morcego        | bat         | *rere             |
| mosca          | fly         | *werewere         |
| mosquito       | mosquito    | *macakə           |
| mutum          | curassow    | *əoko             |
| onça-pintada   | jaguar      | *kaikuci          |
| paca           | paca        | *kurima(u/o)      |
| pacu           | pacu        | *paku             |
| pica-pau       | woodpecker  | *wetu             |
| pimenta        | pepper      | *pəməi            |
| piranha        | piranha     | *pəne             |
| pium           | pium        | *mapiri           |
| pulga          | flea        | *cikə             |
| quati          | coati       | *ceu              |
| quatipuru      | coatipuru   | *meri             |
| tamanduá       | anteater    | *(w)ar(ɨ/i)ci     |
| tatu           | armadillo   | *kapaci           |
| traíra         | traíra      | *patakaci         |
| tucumã         | tucuma      | *amana            |
| urucum         | anatto      | *(w)(i/ɨ)puce     |
| veado          | deer        | *kajakə           |
| veado          | deer        | *(wɨ)kapa(u/o)    |
| vespa          | wasp        | *okomo            |
| árvore/madeira | tree/wood   | *wewe             |